# ۲۴۴ (قمری)
۲۴۴ (قمری)، دویست و چهل و چهارمین سال در گاهشماری هجری قمری است. اول محرم این سال برابر با بیست و سوم آوریل سال ۸۵۸ میلادی است.

## زادگان
- رودکی، شاعر (درگذشت ۳۲۹ (قمری))